# NGC 797
NGC 797 este o galaxie spirală situată în constelația Andromeda. A fost descoperită în 21 septembrie 1786 de către William Herschel.